# NGC 6013
NGC 6013 é uma galáxia espiral barrada (SBb) localizada na direcção da constelação de Hercules. Possui uma declinação de +40° 38' 48" e uma ascensão recta de 15 horas, 52 minutos e 52,9 segundos.
A galáxia NGC 6013 foi descoberta em 21 de Junho de 1876 por Édouard Jean-Marie Stephan.